# Gare de Vastse-Kuuste
La gare de Vastse-Kuuste est une gare ferroviaire située à Vastse-Kuuste en Estonie.